# Имран Хосеин
Имран Назар Хосеин (енгл. Imran Nazar Hosein, арап. عمران نزار حسين; рођен 1942) је улема, писац и филозоф специјализован за исламску есхатологију, свјетску политику, економију и савремене социоекономске/политичке проблеме. Аутор је дјела „Јерусалим у Курану”.

## Биографија
Имран Хосеин је рођен на карипском острву Тринидад 1942. године од родитеља чији су преци имигрирали као најамници из Индије. Дипломирао је на Алимијевом институту исламских студија у Карачију, а студирао је на још неколико високошколских установа, као што су Универзитет у Карачију, Универзитет Западних Индија, Универзитет Ал Азхар и Дипломски институт за међународне и развојне студије у Швајцарској.
Радио је неколико година за министарство спољних послова Владе Републике Тринидад и Тобаго, али је одустао од посла 1985. посвјетивши се исламу. Живио је у Њујорку десет година током којих је био директор исламских студија Заједничког одбора муслиманских организација Великог Њујорка. Држао је предавања о исламу у неколико америчких и канадских универзитета, колеџа, цркава, синагога, затвора, дворана итд. Имран Хосеин је такође учествовао у многим међурелигијским дијалозима са хришћанским и јеврејским вјерским експертима као представник ислама у САД.
Неко вријеме је био имам у Масџид Дар ел Курану на Лонг Ајленду. Такође је предводио недељни џума-намаз и испоручивао је проповјед у сједишту Организације уједињених нација у Менхетну, једном мјесечно за десет година у континуитету. Био је директор Алимијевог института исламских студија, директор истраживања Свјетског муслиманског конгреса у Карачију, директор Исламског института образовања и истраживања у Мајамију и директор давата на Танзим-е-Исламију за Сјеверну Америку.

## Ставови

### Сарадња муслимана и православаца
Имран Хосеин сматра да је неопходно да дође до јаче сарадње муслимана и православаца.

### Масакр у Сребреници
Хосеин се јавно противи покушајима да се масакр муслимана у Сребреници из јула 1995. године, окарактерише као геноцид. Због овог става, на мети је критика политичара, политичких активиста и верских лидера из Турске и Босне и Херцеговине.